# Rooga
Rooga ist eine österreichische Rockband aus Wien, die Anfang 2006 gegründet wurde.

## Geschichte
Bereits 2006 gewann die Band den Local Heroes Bandcontest und im Jahr darauf den Austrian Band Contest.
Im Jahr 2008 veröffentlichte die Band ihr Debütalbum Leaving the Scene mit der Single-Auskopplung Oryx, zu der auch ein Musikvideo gedreht wurde. In der Folgezeit spielte Rooga eine Reihe von Konzerten im In- und Ausland, u. a. beim Sziget, im Gasometer und beim Donauinselfest. Mit TM Stevens, Living Colour, Soulfly sowie Dog Eat Dog hatten sie gemeinsame Auftritte.
2009 machte Jägermeister die Wiener Band zu einer der zehn Jägerbands Österreichs. Ende Oktober 2010 erschien das zweite Album Behind the Mirror, die erste Singleauskopplung ist Face to Face mit dazugehörigem Video. Im Rahmen der Veröffentlichung gestaltete die Band auch eine einstündige Hosted By-Sendung auf Gotv.
Im April 2011 wurde die zweite Single Take me away inklusive Video veröffentlicht und im Juni 2011 spielt die Band erstmals auf Österreichs größtem Rockfestival Novarock auf der „Abschalten Jetzt Bühne“.

## Diskografie
- 2008: Oryx (Single)
- 2008: Leaving the Scene (Album, Al Dente Recordz)
- 2010: Behind the Mirror (Album, ASR/Soulfood)
- 2010: Face to Face (Single)
- 2011: Take Me Away (Single)